# Benzotrifuroxan
Benzotrifuroxan ist eine heterocyclische organische Verbindung, die der Gruppe der 1,2,5-Oxadiazole zugeordnet werden kann. Es leitet sich formal vom nicht existierenden Hexanitrosobenzol ab. Bei der energiereichen Verbindung handelt es sich um einen Explosivstoff.

## Geschichte
Die Verbindung wurde erstmals 1924 von O. Turek als Hexanitrosobenzol synthetisiert. Neben der Hexanitrosostruktur könnten auch symmetrische polycyclische Strukturen formuliert werden. 

Historische, nicht reale Strukturen von Benzotrifuroxan

Untersuchungen mittels IR- und Raman-Spektroskopie sowie Einkristallröntgenbeugung zeigten, dass diese Strukturen nicht real sind und die Verbindung als tetracyclische Benzotrifuroxanstruktur vorliegt.

## Gewinnung und Darstellung
Benzotrifuroxan kann durch den thermischen Abbau von 1,3,5-Triazido-2,4,6-trinitrobenzol erhalten werden.
Eine weitere Synthese kann durch die Umsetzung von 5,7-Dichlor-4,6-dinitronbenzofuroxan mit Natriumazid erfolgen.

## Eigenschaften

### Physikalische Eigenschaften
Benzotrifuroxan ist ein kristalliner Feststoff, der bei 195 °C schmilzt. Die Verbindung kristallisiert im orthorhombischen Kristallsystem in der Raumgruppe Pna21 (Raumgruppen-Nr. 33). Die molare Bildungsenthalpie beträgt 606 kJ·mol−1, die Verbrennungsenthalpie −2967 kJ·mol−1.

### Chemische Eigenschaften
Benzotrifuroxan kann explosionsartig zerfallen. Die Explosionswärme beträgt 5903 kJ·kg−1, die Detonationsgeschwindigkeit 8,61 km·s−1. Die Verbindung ist schlagempfindlich.
Benzotrifuroxan bildet mit aromatischen Kohlenwasserstoffen wie Naphthalin, 1-Phenylnaphthalin, 2-Phenylnaphthalin und Tetrahydronaphthalin stabile Komplexe. Eine Umkristallisation in Benzol ergibt einen 1:1-Komplex, wobei das Benzol erst bei 100 °C im Vakuum entfernt werden kann.

## Verwendung
In Kombination mit TNT kann die Verbindung zur Herstellung von Nanodiamanten durch Detonationsschockwellen verwendet werden.